# Georg von Frundsberg
Georg von Frundsberg, ou Jörg von Fronsberg, ou Freundsberg (né le 24 septembre 1473 à Mindelheim, † le 20 août 1528 à Mindelheim) était un soldat et capitaine de lansquenets bavarois au service du Saint-Empire. Il est considéré comme l'un des meilleurs tacticiens d'infanterie et entrepreneurs de guerre de la Renaissance. Son nom reste attaché à son équipée sinistre en Italie, qui culmina avec le sac de Rome (1527).

## Biographie
Georg von Frundsberg était le fils d'Ulrich von Frundsberg, capitaine de la ligue de Souabe, et de Barbara von Rechberg. Il a vu le jour dans le fief de Mindelburg que sa famille avait obtenu peu auparavant. Il s'engagea jeune dans l'armée, et suivit dès 1492 son père lorsqu'il se mit au service du margrave Frédéric de Brandebourg, lequel cherchait à faire annuler la mise au ban d'Albert IV de Bavière. Mais comme Albert IV se décida finalement à restituer tous ses héritages, la paix fut signée sans combat à Augsbourg (1492).
Georg von Frundsberg participa à ses premiers combats lors des Guerres de Souabe (1498-99) contre les confédérés suisses. La même année, il combattit dans l'armée que Maximilien Ier avait dépêchée auprès du duc de Milan Ludovic le More pour le protéger de la campagne du roi de France Charles VIII.
La victoire des Suisses contre les armées de l'empereur lui fit réaliser qu'en matière militaire le temps des charges de cavalerie lourde était révolu, et que la décision se faisait désormais par l'infanterie. Maximilien Ier le nomma capitaine des armées du Tyrol, où il mit sur pied une armée de fantassins de piquiers sur le modèle suisse, ce qui valut plus tard à l'empereur le surnom de « Père des lansquenets ». Frundsberg perfectionna la tactique des bataillons ou carrés de piquiers qui consistait à grouper ces fantassins selon un ordre serré. Il écrivit plusieurs traités sur la tactique, comme « Der treue Rat ».
Il épousa en 1500 Katharina von Schrofenstein, dont il eut une fille (Anna von Frundsberg). Sa femme étant décédée le 24 février 1517 ou 1518, il se remaria le 11 septembre 1519 avec Anna von Lodron avec laquelle il eut une seconde fille (Siguna von Frundsberg).
Ses succès lors de la guerre de succession de Landshut (il avait conduit un régiment de lansquenets depuis Memmingen lors de la bataille décisive de Ratisbonne) lui valurent en 1504 l'anoblissement au rang de chevalier par l'empereur Maximilien Ier. Au cours de la sixième guerre d'Italie, Frundsberg prit part à de nombreuses victoires de l'empereur, entre autres la bataille de Pavie (1525). Il chercha à empêcher ses troupes de mettre Rome à sac (1527), mais ne parvenant pas à convaincre ses mercenaires, il fut frappé d'une attaque d'apoplexie. Brisé moralement et physiquement, il retourna en Allemagne et mourut l'année suivante.
On cite parfois à son propos le mot « Beaucoup d'ennemis, beaucoup d'honneur » (« Viel Feind – Viel Ehr »), qu'il prononça peut-être à la Bataille de Vicence (1513). On rapporte également la menace qu'il proféra à l'encontre de Martin Luther lors de la Diète de Worms (1521) : « Moinillon, tu t'engages sur une voie difficile!» (« Mönchlein, Mönchlein, du gehst einen schweren Gang! »). Pourtant les subtilités théologiques lui étaient parfaitement étrangères : aussi se rallia-t-il finalement à la Réforme, mais seulement après que les menées anti-Habsbourg du pape l'y eurent engagé.

## Frundsberg auXXesiècle

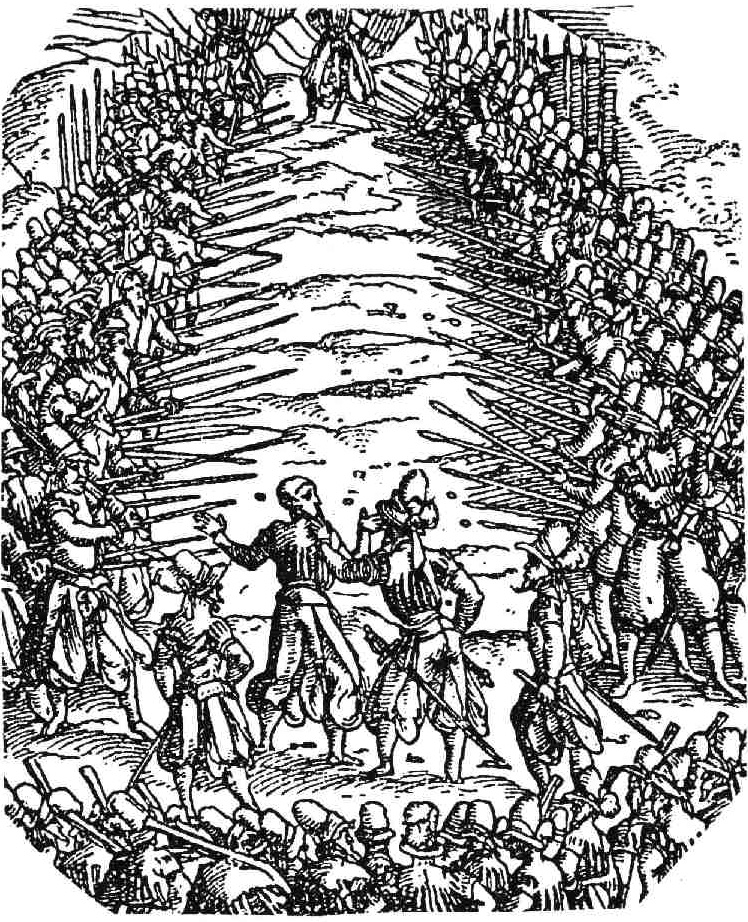
L'allée de piquiers, gravure de Jost Amman pour le « Kriegsbuch » (1525) de G. von Frundsberg.

- La 10e Panzerdivision SS Frundsberg reçut cette appellation sur ordre de Hitler le 3 octobre 1943. C'est dans cette division que l'écrivain et futur prix Nobel Günter Grass fut versé comme volontaire à l'âge de 17 ans, après que sa candidature eut été refusée dans la Kriegsmarine.
- Il y a à Schwaz (Tyrol, Autriche) une association catholique étudiante nommée Frundsberg. Cette ligue, formée en 1900 entend promouvoir les valeurs républicaines et catholiques en Autriche. Leur mot d'ordre est naturellement Viel Feind – Viel Ehr (voir ci-dessus).

## Source primaire
- Adam Reissner: Historia der Herren Georg und Kaspar von Frundsberg, d'après la 2de éd. (1572) de Karl Schottenloher, Leipzig 1910/1914 (Voigtländers Quellenbücher Bd. 66).

## Référence
- Reinhard Baumann: Georg von Frundsberg. Der Vater der Landsknechte und Feldhauptmann von Tirol. Strumberger Verlag, München 1991,  (ISBN 3-7991-6236-4)
- Filippi, Elena (1996). Una beffa imperiale - Storia e immagini della battaglia di Vicenza (1513). Vicenza.  (ISBN 88-7305-530-3).